# Zdeněk Jurkanin
Zdeněk Jurkanin (* 12. května 1952) je bývalý český fotbalista, záložník. Jeho bratr Josef Jurkanin je bývalý fotbalový reprezentant.

## Fotbalová kariéra
V československé lize hrál za Slavii Praha (1971–1974). Nastoupil ve 49 ligových utkáních a dal 4 góly.

## Ligová bilance
| Ročník                                   | Zápasy | Góly | Klub         |
| ---------------------------------------- | ------ | ---- | ------------ |
| 1. československá fotbalová liga 1971/72 | 27     | 3    | Slavia Praha |
| 1. československá fotbalová liga 1972/73 | 14     | 0    | Slavia Praha |
| 1. československá fotbalová liga 1973/74 | 8      | 1    | Slavia Praha |
| CELKEM                                   | 49     | 4    |              |